# ميكو لين
ميكو لين (بالفنلندية: Mikko Laine)‏ هو لاعب هوكي الجليد فنلندي، ولد في 9 فبراير 1976 في إسبو في فنلندا.

## وصلات خارجية
- ميكو لين على موقع EliteProspects.com (الإنجليزية)
- ميكو لين على موقع HockeyDB.com (الإنجليزية)